# John Scott Burdon-Sanderson
John Scott Burdon-Sanderson FRS (21 de dezembro de 1828 — Oxford, 23 de novembro de 1905) foi um fisiologista inglês.